# More Blues
«More Blues» (с англ. — «Больше блюза», «Ещё один блюз») — инструментальная композиция группы Pink Floyd с альбома 1969 года More — саундтрека к фильму Барбета Шрёдера «Ещё» (More). Представлена на второй стороне LP третьим по счёту треком. «More Blues» написана всеми участниками группы. По предположению Энди Маббетта (Andy Mabbett), редактора журнала The Amazing Pudding и автора ряда книг о Pink Floyd, основной вклад в создание композиции внёс гитарист группы Дэвид Гилмор. Начиная с марта 1970 года в трек-листе Pink Floyd появляется композиция под названием «Blues», представляющая собой блюзовые импровизации, исполняемые на концертах группы на бис в течение нескольких последующих лет.
В фильме «Ещё» короткий фрагмент композиции «More Blues» звучит в кадре, где главный герой Стефан разливает апельсиновый сок, исполняя обязанности бармена. Стефан вынужден был работать в баре, чтобы расплатиться с Вольфом за героин, который у него украла Эстелла.

## Участники записи
- Дэвид Гилмор — электрогитара;
- Роджер Уотерс — бас-гитара;
- Ник Мейсон — ударные;